# ブラックナイト (ロケット)
ブラックナイト（Black Knight）はイギリスの試験用ロケットでブルーストリーク ミサイルの再突入体の性能確認に使用された。

## 概要
ブラックナイトはイギリス最初の国産ロケットプロジェクトである。ロケット本体は、サンダース・ロー社のワイト島工場で製造され、ロケットエンジンの試験は同島のニードルズ崖岩（The Needles）、打ち上げはオーストラリアのウーメラ試験場で行われた。1955年に王立航空研究所（RAE）とサンダース・ローにより設計され、1958年から1965年にかけて22回の打ち上げが実施された。

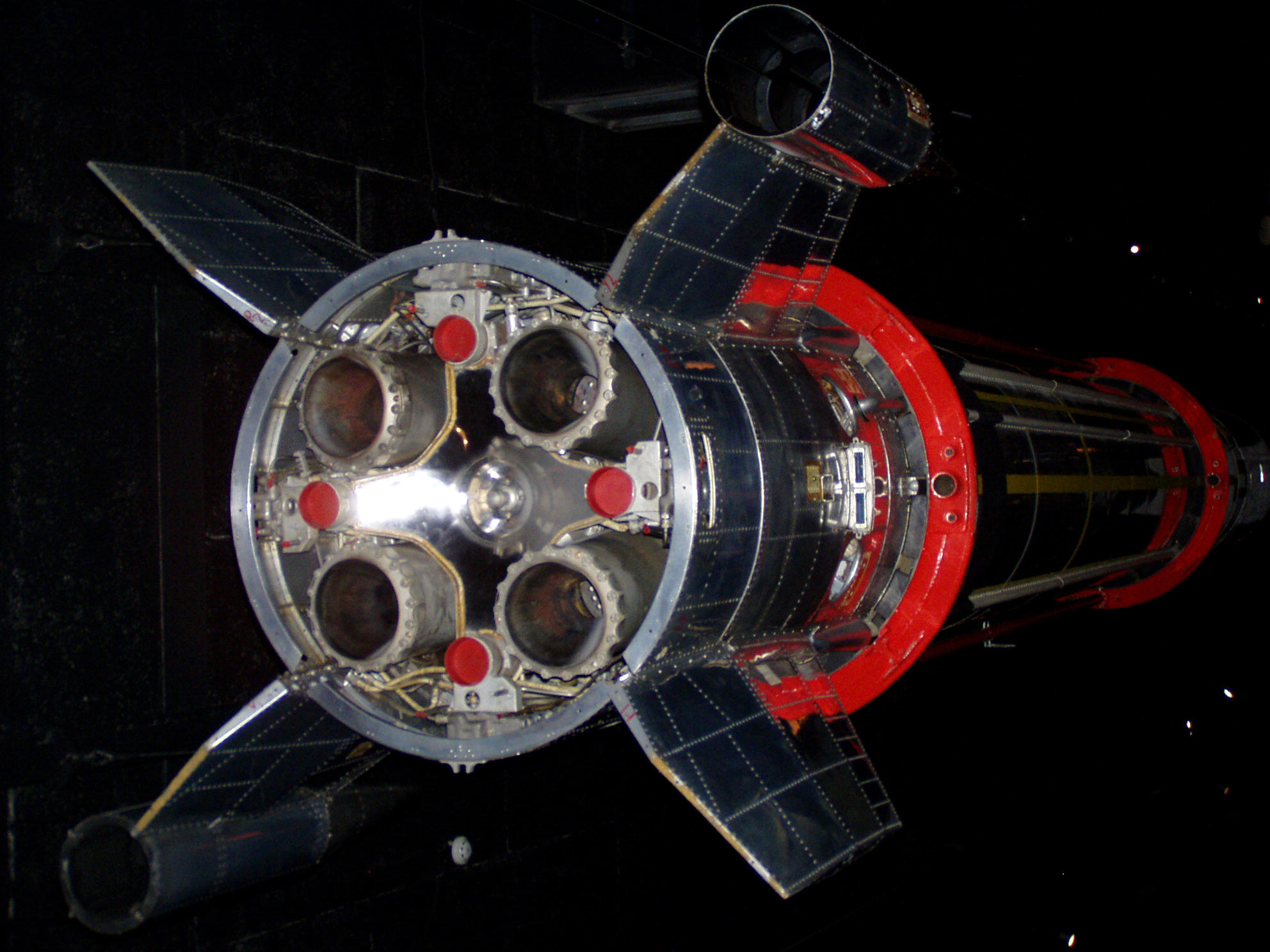
後部から見たブラックナイト（リバプール）

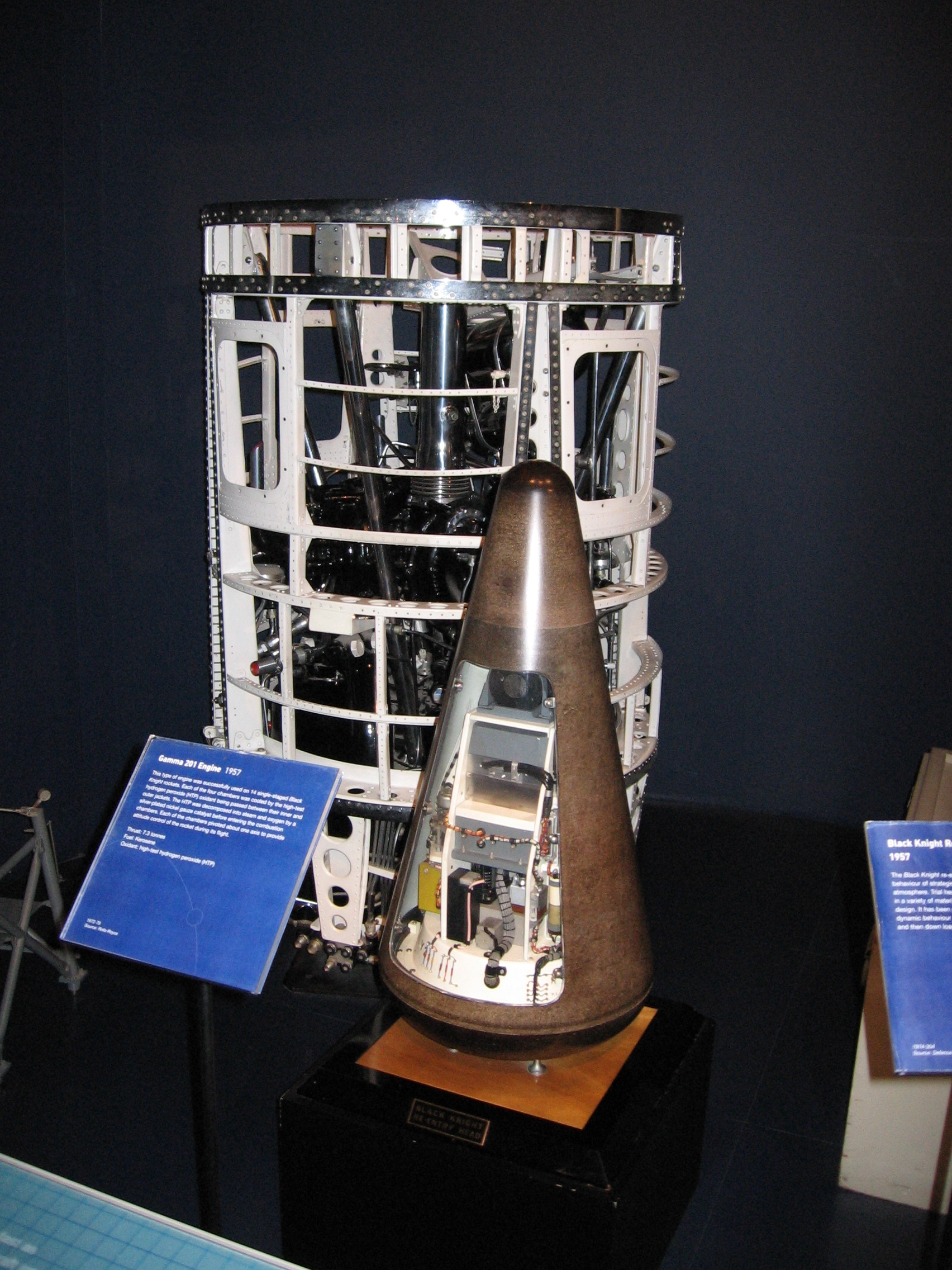
Gamma 201 エンジンとブラックナイトの再突入弾頭

Gamma ロケットエンジンの設計・製造はアームストロング・シドレー社のAnstey工場で行われた。
最初の2回の打ち上げはロケットの「性能確認試験」であり、ペイロードは搭載されなかった。3回目の打ち上げでは、再突入体が搭載され、そのデザインが成功であることが確認された。
その後も、弾頭を変えて打ち上げ試験が続けられたが、いくつかの普通でない現象も見られた。また、その後の試験は、Gaslight 及び Dazzle の名前で、米国との共同で実施された。
銅製の球やシリカ球など、何種類かの再突入弾頭が試験された。アスベストを含む複合素材であるDurestos製の再突入体も打ち上げられた。後期には、円錐状で、頂点部から先に突入する、その後のミサイル弾頭に多く使われている形状の再突入体が試験された。
再突入試験は、晴天で月が出ていない夜に行われたため、光の軌跡を写真で捉えることが出来た。 
タンクの直径を36インチから54インチに増し、2段目をより強力な Kestel ロケットとする、改良型のブラックナイト Crusade のコードネームで提案された。他方、RAE はロケットを衛星打ち上げ用に伸長する研究を行っていた。しかしながら、これらのブラックナイト改良計画は、ブラックアローロケットの開発を優先するため、予算がつかなかった。
合計で25基のブラックナイトロケットが製造されたが、製造コストは1基あたり40,000ポンドであった。1基は地上試験用に使用された。1基は欧州ロケット開発機構の試験に使用された。21基が再突入体試験用に打ち上げられた。残りの2基が、現在エジンバラとリバプールの博物館に展示されている。エジンバラの王立博物館のブラックナイトは直立した状態で展示されており、およそ3階分の高さ（11 m）がある。

## 参考資料
1. ↑  Black Knight Testing at The Needles Archived 2008年3月27日, at the Wayback Machine.
2. ↑   北緯50度39分38.90秒 西経1度34分38.25秒 / 北緯50.6608056度 西経1.5772917度